# 4733 ORO
4733 ORO è un asteroide della fascia principale. Scoperto nel 1982, presenta un'orbita caratterizzata da un semiasse maggiore pari a 2,1855281 UA e da un'eccentricità di 0,0731448, inclinata di 4,71973° rispetto all'eclittica.